# Le cronache dei morti viventi
(Commento di George A. Romero sul film)
Le cronache dei morti viventi (Diary of the Dead) è un film horror indipendente del 2007, diretto e sceneggiato da George A. Romero.
Costituisce il quinto capitolo della saga degli Zombie ideata da Romero nel 1968 con La notte dei morti viventi.

## Trama
Jason è uno studente di cinema del PIT, università di Pittsburgh che assieme ai suoi amici Tony, Tracy, Eliot, Ridley, Gordo, Paduma e al suo insegnante alcolizzato Maxwell vuole realizzare un film horror indipendente da presentare alla mostra scolastica. Mentre girano una scena in un bosco, in un momento di pausa dopo un ciak, accendono la radio e ascoltano attoniti notizie che parlano di scontri sanguinosi in tutto il Paese, atti di violenza improvvisi e disordini scoppiati senza un'apparente causa.
Due dei ragazzi, Ridley e la sua fidanzata Francine, decidono di tornare a casa di lui, mentre Jason, il cameraman, convince il resto del gruppo a tornare al dormitorio per cercare Debra, la sua ragazza, e decide di continuare a riprendere ogni cosa per poter girare un documentario indipendente che racconti la verità così come è accaduta, visto che nessuno, né in televisione né sulla rete, sembra capire bene quello che sta succedendo.
Una volta al college, i ragazzi trovano l'edificio abbandonato; è rimasta solo Debra, che spiega che tutti se ne sono andati non appena hanno cominciato a diffondersi le prime notizie; rivela inoltre che non riesce a mettersi in contatto con la sua famiglia, così il gruppo si rimette alla guida del camper in direzione della casa di Debra a Scranton. Lungo la strada si imbattono in un incidente, e con orrore vedono un poliziotto zombi camminare in fiamme verso di loro. Per fuggire e mettersi in salvo Mary, che è alla guida, è costretta ad investire un altro gruppetto di zombi, ma durante una breve sosta, sconvolta per la situazione che stanno vivendo, si spara in testa.
Sopravvive, e i ragazzi la portano in un vicino ospedale, ma anche questo posto è abbandonato e infestato dai non-morti. Dopo aver assistito alla morte di Mary e averla vista resuscitare, e un uomo camminare con le interiora fuori dal corpo, capiscono che quello che avevano sentito sui morti che risorgono è la verità; Maxwell uccide Mary sparandole in testa, che tutti capiscono essere l'unico punto vulnerabile degli zombi, Gordo viene morso e la mattina dopo, subito dopo la sua trasformazione, la sua fidanzata Tracy gli spara.
Sepolti i due amici i ragazzi si rimettono in viaggio, ma fatti pochi chilometri sono costretti a fermarsi per un problema al camper, in una fattoria di proprietà di Samuel, un Amish sordo che si offre di aiutarli barricandosi assieme a loro nel fienile. Mentre Samuel e gli altri tengono a bada gli zombi che circondano il capanno, Tracy riesce a riparare il camper, ma al momento di salire Samuel viene morso e si uccide assieme al suo aggressore piantandosi una falce in testa. Fatti ancora pochi chilometri il gruppo si ferma in un villaggio per fare benzina, e sono raggiunti da un paramilitare nero che li porta in un magazzino dove ha allestito un nascondiglio, ben difeso e pieno di armi, carburante e vettovaglie.
Mentre sostano nel nascondiglio in attesa di fare benzina, Jason comincia a montare i filmati che lui e i suoi compagni hanno ripreso con le telecamere e i telefonini e ha un diverbio con Debra, che si domanda se sia più importante raccontare la verità o cercare di restare vivi. La discussione viene interrotta quando si sparge la notizia che uno dei soldati del campo si è trasformato in uno zombi e ora vaga per la struttura senza che nessuno riesca a trovarlo.
Sparano a una persona, ma non è il bersaglio, lo zombi attacca Tony, che però si difende rompendogli in testa una bottiglietta di acido. Dopo aver fatto scorta di armi e carburante, il gruppo si rimette in viaggio, raggiungendo finalmente la casa di Debra. I suoi famigliari, però, si sono già mutati in zombi e sia il suo fratellino che sua madre tentano di aggredirla, ma vengono entrambi uccisi con una freccia dal professor Maxwell.
Nel frattempo i ragazzi, ascoltando il messaggio di aiuto di una ragazza giapponese e tramite la rete, si rendono conto che il problema dei morti viventi non riguarda solo gli Stati Uniti, ma il mondo intero, e che tra la gente si stanno diffondendo piaghe come lo sciacallaggio, la diffidenza reciproca e la legge del più forte. Rimessisi in viaggio verso la casa di Ridley, vengono assaliti da un piccolo plotone della Guardia Nazionale, diventati ormai dei ladri, che rubano loro tutto eccetto le armi.
Ridley, ripresosi, assale Eliot, che era andato a farsi un bagno e che finisce fulminato nella vasca a causa di un asciugacapelli, quindi torna al pianterreno e assale Jason, mordendolo, ma viene infine ucciso dal professor Maxwell con una spada. Jason, sapendo di essere condannato, chiede a Debra di ucciderlo e di riprendere la sua morte, cosa che la ragazza, disperata, fa. Dopo aver ucciso Jason, Debra rivede un filmato registrato dal suo ragazzo nel quale lui si dice felice per aver avuto l'occasione di riprendere la storia e spera che il suo film possa essere di qualche aiuto.
Nel mentre, gli zombi hanno cominciato a dare l'assalto all'abitazione, da dentro e da fuori, così Debra, il professore e Tony, unici superstiti, si barricano nella stanza blindata dove saranno al sicuro. Qualche giorno dopo, Debra finisce di montare il film di Jason, e guardando un video scaricato da internet dal suo ragazzo che mostra alcuni cacciatori divertirsi a sparare a degli zombi legati agli alberi si domanda se l'umanità sia degna di essere salvata.

## Produzione
Il film è stato annunciato da George A. Romero nell'agosto 2006, ribadendo inoltre che avrebbe scritto e diretto il film.
La spesa preventiva stanziata per il film è stata di 2.000.000 $, e nonostante ciò sono state prodotte molte scene in grafica computerizzata.
Lo stato di pre-produzione è iniziato il 2 ottobre 2006, nell'arco di due settimane è stato effettuato un celere casting su direzione di John Buchan dove sono stati scelti tutti attori all'esordio.
Negli stessi giorni ai Toronto Film Studios, Ontario (Canada) sono stati creati i set su cui si è poi filmata la pellicola.
La fase di lavorazione è cominciata il 16 ottobre 2006 ed è finita il 17 novembre 2006.

## Curiosità
- Il film ripercorre temporalmente il primo capitolo della saga dei morti viventi di George A. Romero (La notte dei morti viventi) mostrando la genesi del fenomeno dei morti che risorgono attraverso le cineprese degli studenti, i loro cellulari e perfino attraverso telecamere di sicurezza, tecnica della presa diretta del tutto inedita per il regista.
- Alan Van Sprang è recentemente diventato una sorta di attore feticcio di Romero: egli interpreta il ruolo di un militare della guardia nazionale in Diary of the dead dopo essere stato il soldato Brubaker in La terra dei morti viventi e ancora un militare (lo stesso della pellicola trattata in questa pagina) nel nuovo film Survival of the dead.
- Come già nel precedente La terra dei morti viventi, anche in questo film Romero omaggia indirettamente Stephen King e il suo romanzo IT. In una scena contenuta nella videocamera che i ragazzi trovano all'ospedale è contenuta, infatti, una registrazione di una festa di compleanno in cui il clown risulta essere uno zombie ed attacca il padre della festeggiata.
- George Romero stesso appare in un cameo nel ruolo di poliziotto in uno dei servizi che i ragazzi guardano alla tv dal loro camper.
- È uno dei pochi film horror in stile documentario in cui viene spiegato allo spettatore come mai un video teoricamente "amatoriale" è montato e sono presenti effetti sonori e colonna sonora: lo spiega la voce narrante dei protagonisti nella prima sequenza: è lei stessa ad aver effettuato tali aggiunte.
- Shawn Roberts, l'attore che interpreta Tony, compare anche nel film La terra dei morti viventi, che segue temporalmente nella timeline dei film di Romero. Questo può lasciar credere che i tre sopravvissuti alla fine del film possano infine aver trovato un rifugio.

## Distribuzione
L'anteprima mondiale del film ha avuto luogo l'8 settembre 2007 al Toronto Film Festival. Nei giorni precedenti alla presentazione, il quotidiano Toronto Star dopo aver effettuato un sondaggio dichiarò che Diary of the Dead era il film più atteso del festival. George A. Romero ha concesso i diritti di distribuzione cinematografica alla The Weinstein Company il 12 settembre 2007 per il costo di 2 500 000 $, e la libertà di distribuzione in territorio statunitense e messicano.
Il film è stato distribuito negli USA il 15 febbraio 2008 e in Italia il 30 ottobre 2009 solo in isolati cinema a Roma, per qualche settimana; è stato poi distribuito in DVD il 26 giugno 2010 in tutta la penisola.

## Sequel
Il finale del film aveva dato adito a molte speculazioni secondo le quali George A. Romero aveva già in mente un seguito per Diary of the Dead che avrebbe proseguito parte delle vicende del film.
Il regista aveva inizialmente smentito tali voci, ma in seguito aveva poi dichiarato che il "capitolo finale" era già quasi pronto a livello di bozza di script, ma che lo avrebbe girato solamente con la partecipazione di parte dello stesso cast artistico di questo film. Nei primi giorni di maggio 2008 il regista aveva definitivamente ammesso, nel corso di un'intervista, che Diary of the Dead 2 sarebbe stato realizzato, che il copione era in fase di correzione e che le prime riprese sarebbero iniziate già nel mese di luglio. Romero aveva anche aggiunto che la pellicola sarebbe stata ripresa non più in soggettiva, come la prima, ma con una tecnica più classica, come un normale film. In realtà solo poche settimane dopo il progetto è stato accantonato per far posto a un nuovo film intitolato Survival of the Dead - L'isola dei sopravvissuti.